# Dalles pour l'Europe
 (mars 2021).
La mise en forme du texte ne suit pas les recommandations de Wikipédia : il faut le « wikifier ».
Les points d'amélioration suivants sont les cas les plus fréquents. Le détail des points à revoir est peut-être précisé sur la page de discussion.
- Les titres sont pré-formatés par le logiciel. Ils ne sont ni en capitales, ni en gras.
- Le texte ne doit pas être écrit en capitales (les noms de famille non plus), ni en gras, ni en italique, ni en « petit »…
- Le gras n'est utilisé que pour surligner le titre de l'article dans l'introduction, une seule fois.
- L'italique est rarement utilisé : mots en langue étrangère, titres d'œuvres, noms de bateaux, etc.
- Les citations ne sont pas en italique mais en corps de texte normal. Elles sont entourées par des guillemets français : « et ».
- Les listes à puces sont à éviter, des paragraphes rédigés étant largement préférés. Les tableaux sont à réserver à la présentation de données structurées (résultats, etc.).
- Les appels de note de bas de page (petits chiffres en exposant, introduits par l'outil «  Source ») sont à placer entre la fin de phrase et le point final[comme ça].
- Les liens internes (vers d'autres articles de Wikipédia) sont à choisir avec parcimonie. Créez des liens vers des articles approfondissant le sujet. Les termes génériques sans rapport avec le sujet sont à éviter, ainsi que les répétitions de liens vers un même terme.
- Les liens externes sont à placer uniquement dans une section « Liens externes », à la fin de l'article. Ces liens sont à choisir avec parcimonie suivant les règles définies. Si un lien sert de source à l'article, son insertion dans le texte est à faire par les notes de bas de page.
- La présentation des références doit suivre les conventions bibliographiques. Il est recommandé d'utiliser les modèles {{Ouvrage}}, {{Chapitre}}, {{Article}}, {{Lien web}} et/ou {{Bibliographie}}. Le mode d'édition visuel peut mettre en forme automatiquement les références.
- Insérer une infobox (cadre d'informations à droite) n'est pas obligatoire pour parachever la mise en page.

Pour une aide détaillée, merci de consulter Aide:Wikification.
Si vous pensez que ces points ont été résolus, vous pouvez retirer ce bandeau et améliorer la mise en forme d'un autre article.

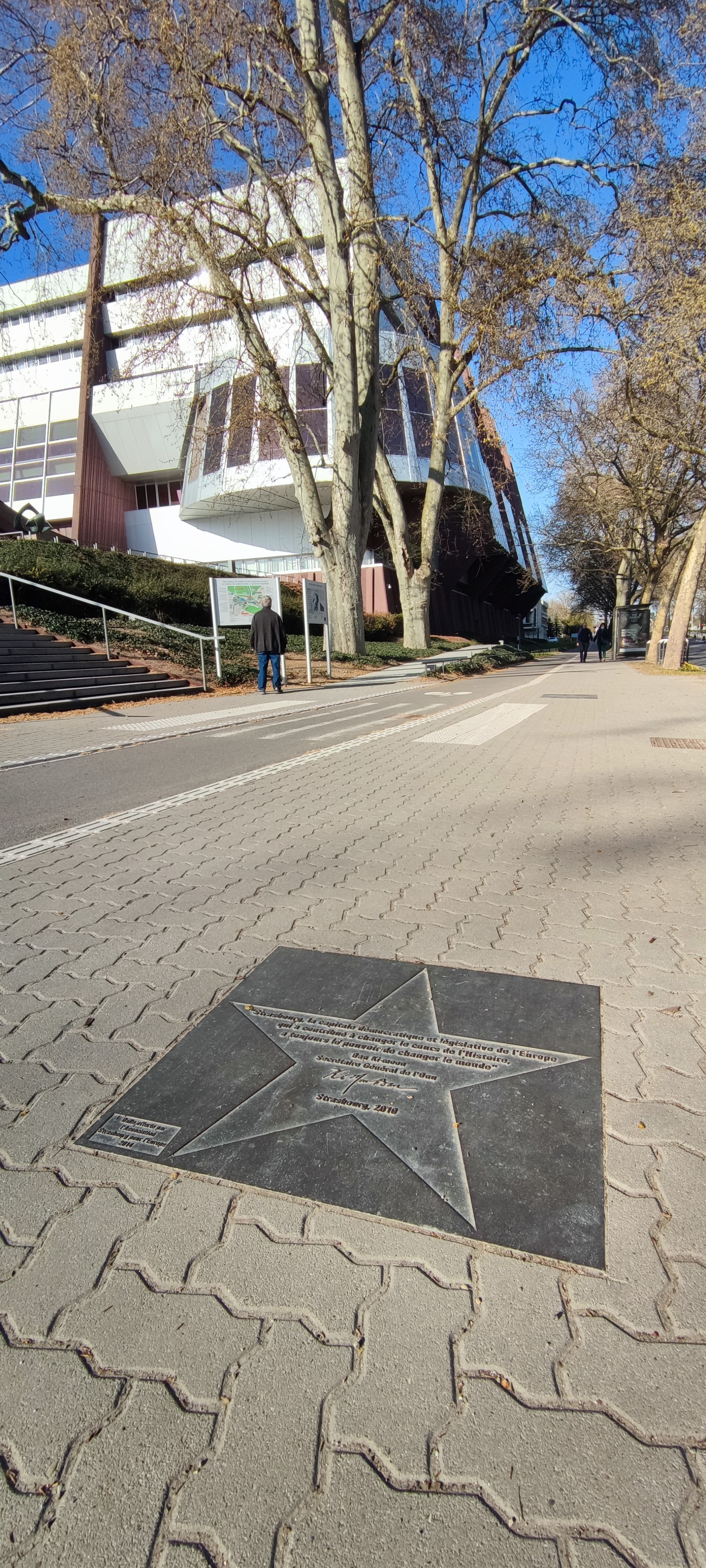
Les dalles sont inscrutées dans le trottoir, alignées à intervalle régulier, le long de l'avenue bordant le Palais de l'Europe

Inspirée de la célèbre Walk of fame californienne, l'avenue de l'Europe à Strasbourg, le long du Palais de l'Europe, est parsemée d'étoiles européennes. Chacune reprend une citation d'une personnalité politique majeure au sujet de l'Europe.

## Liste des personnalités
| Nombre | Nom                                                                | Date de la citation | Année d'installation de la dalle | Financement                          |
| ------ | ------------------------------------------------------------------ | ------------------- | -------------------------------- | ------------------------------------ |
| 1      | Winston Churchill, premier ministre britannique                    | 1949                | 2014 (Mai)                       | ville de Strasbourg                  |
| 2      | Ernest Bevin, ministre des affaires étrangères britannique         | 1949                | 2014 (Novembre)                  | région Alsace                        |
| 3      | Carlo Sforza, ministre des affaires étrangères italien             | 1950                | 2014 (Mai)                       | ville de Strasbourg                  |
| 4      | Charles de Gaulle, président français                              | 1962                | 2014 (Novembre)                  | région Alsace                        |
| 5      | René Cassin, président de la Cour européenne des Droits de l'Homme | 1965                | 2014 (Mai)                       | ville de Strasbourg                  |
| 6      | François Mitterrand, président français                            | 1989                | 2014 (Mai)                       | ville de Strasbourg                  |
| 7      | Helmut Kohl, chancelier allemand                                   | 1995                | 2014 (Novembre)                  | région Alsace                        |
| 8      | Ban Ki Moon, secretéaire général de l'ONU                          | 2010                | 2014 (Mai)                       | association Strasbourg pour l'Europe |
| 9      | François, pape,                                                    | 2014                | 2017 (Octobre)                   | ville de Strasbourg                  |
| 10     | Barack Obama, président américain                                  | 2008                | 2017 (Octobre)                   | ville de Strasbourg                  |
| 11     | Robert Schuman, ministre des affaires étrangères français          | 1950                | 2017 (Octobre)                   | Saar LB France                       |
| 12     | Abdallah II, roi de Jordanie                                       | 2015                | 2017 (Octobre)                   | ville de Strasbourg                  |
| 13     | Taras Chevtchenko, peintre et poète ukrainien                      |                     | 2017 (Octobre)                   | état ukrainien                       |
| 14     | Alexander Dubcek, homme d'état tchécoslovaque                      | 1989                | 2018 (Juin)                      | état slovaque                        |
| 15     | Zurab Zhvania, premier ministre géorgien,                          | 1999                | 2019 (Avril)                     | état géorgien                        |
| 16     | Simone Veil, Présidente du Parlement Européen                      | 1979                | 2023 (Novembre)                  | région Grand Est                     |
| 17     | Pierre Pfimlin, Président du Parlement Européen                    | 1977                | 2023 (Novembre)                  | région Grand Est                     |

### Historique et futur
Les premières dalles posées l'ont été en 2014, lors du mois de l'Europe, en mai. Elles suivent le parcours européen qui sillonne l'ensemble du quartier des institutions européennes.

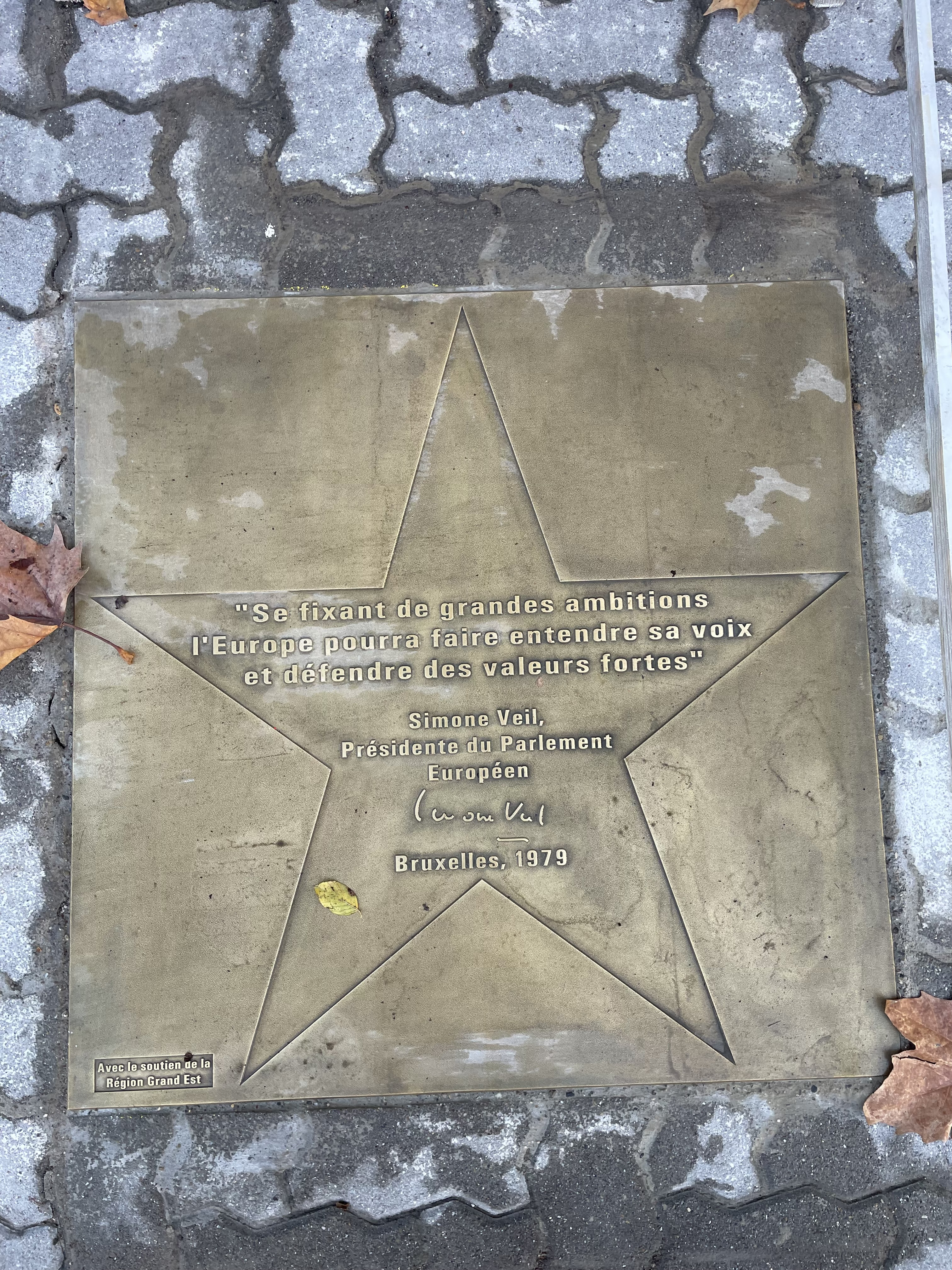
Dalle de l'Europe offerte par la région Grand Est inaugurée le 6 novembre 2023. Une phrase inspirante prononcée par Simone Veil à Bruxelles en 1979.

D'autres dalles ont suivi en 2017, 2018, 2019 et 2023. À terme, 47 dalles doivent être posées au total, soit une dalle par État membre du Conseil de l'Europe.

### Contexte des citations
Elles proviennent des discours prononcés par les personnalités politiques lors de leur passage à une session du Parlement Européen ou de l'assemblée parlementaire du Conseil de l'Europe, à Strasbourg. La ville est parfois considérée comme la ville des droits de l'Homme, de la démocratie, de l'état de droit, de par l'implantation du Conseil de l'Europe. C'est dans ce sens que vont les citations.

### Financement
Les dalles ont été financées par la ville de Strasbourg, l'état ukrainien, la SAAR Landesbank, l'association Strasbourg pour l'Europe, la Région Alsace et la région Grand Est

## Bancs pour l'Europe
Entre le palais des Droits de l'Homme et le Parlement Européen se trouve la suite de la promenade, avec des bancs, chacun représentant un pays de l'Union Européenne. Les bancs et les dalles sont en synergie.

## Objectifs poursuivis
Face à un désintérêt croissant pour les thèmes européens, mais aussi de par le sentiment de distance des institutions européennes, la ville de Strasbourg, siège d'institutions, tentent de rendre l'Europe plus réelle, plus belle, par des actions de sensibilisation, telles que les bancs, les dalles, le parcours européen, des conférences, le mois de l'Europe, l'habillage des trams, la levée des couleurs du pays présidant le comité des ministres du Conseil de l'Europe, la tenue d'une journée des représentations diplomatiques, et le soutien à des manifestations populaires. L'enjeu est également se soutenir la ville comme siège du Parlement Européen, malaimée par certains parlementaires.

## Sources
1. 1 2  Thomas GEORGE, « Dalles pour l’Europe », sur www.europeinitiative.eu (consulté le 26 mars 2021)
2. ↑  Association Strasbourg pour l'Europe, « Dalle Winston Churchill », sur www.spe-eu.fr (consulté le 26 mars 2021)
3. ↑  Association Strasbourg pour l'Europe, « Dalle Ban Ki Moon », sur www.spe-eu.fr (consulté le 26 mars 2021)
4. ↑  « Le pape François à Strasbourg: La «dignité humaine» au cœur de son discours », sur www.20minutes.fr (consulté le 26 mars 2021)
5. ↑  (it) « Strasburgo inaugura targa in ricordo visita Papa Francesco - Altre news - ANSA Europa », sur ANSA.it, 11 octobre 2017 (consulté le 26 mars 2021)
6. ↑  (en-US) « Poroshenko opens Heavenly Hundred Star in Strasbourg », sur 112.international (consulté le 26 mars 2021)
7. ↑  (ka) « Zurab Zhvania's star opened in front of the Council of Europe in Strasbourg », sur GeorgianJournal (consulté le 26 mars 2021)
8. ↑  (en-US) « Star of Zurab Zhvania opened in Strasbourg (Photo) », sur 1TV (consulté le 26 mars 2021)
9. ↑  Association Strasbourg pour l'Europe, « Inauguration des Dalles de l'Europe », sur www.spe-eu.fr (consulté le 26 mars 2021)
10. 1 2  Association Strasbourg pour l'Europe, « Inauguration de 5 nouvelles Dalles Historiques pour l'Europe », sur www.spe-eu.fr (consulté le 26 mars 2021)
11. ↑  Association Strasbourg pour l'Europe, « Inauguration de la Dalle Slovaque le 27 juin 2018 », sur www.spe-eu.fr (consulté le 30 mars 2021)
12. ↑  Association Strasbourg pour l'Europe, « Inauguration de la Dalle Géorgienne le 10 avril 2019 », sur www.spe-eu.fr (consulté le 26 mars 2021)
13. ↑  « https://twitter.com/pestrasbourg/status/1004323652849033216 », sur Twitter (consulté le 26 mars 2021)
14. ↑  « Débats Publics », sur www.europeinitiative.eu (consulté le 26 mars 2021)
15. ↑  « Emplacements », sur Bancs de l'Europe, 22 novembre 2013 (consulté le 27 mars 2021)